# Helado de ajo
El helado de ajo es un sabor de helado que consiste principalmente en vainilla o miel sobre una base de crema, a la cual se le añade el ajo. Es un plato común en los festivales dedicados al ajo en todo el mundo, incluido el Gilroy Garlic Festival de la ciudad estadounidense de Gilroy (California).
También se puede hallar este sabor de helado en la Heladería Coromoto de la ciudad de Mérida en Venezuela.

## Descripción
Según una receta del The Stinking Rose, restaurante con sede en San Francisco (California) conocido por incluir ajo en todos sus platos, el helado de ajo es básicamente un helado de vainilla con un poco de este ingrediente como añadido. El Scandinavian Garlic & Shots en Södermalm sirve este postre como una combinación de helado con sabor a miel y ajo. El helado de ajo tiene un sabor salado en función de la cantidad que lleve. Con la base de vainilla, el gusto se describe como dulce y con sutiles toques de ajo. Otras cremas sobre las que se infusiona esta planta incluyen chocolate, almendras tostadas, pistacho y praliné de nuez.

## Recepción
Los catadores de helado de ajo en el North Quabbin Garlic and Arts Festival de 2012 tuvieron comentarios positivos sobre el sabor, y uno de ellos comentó que «es realmente cremoso, con sabores sutiles, pero se puede saborear el ajo». También se ha descrito el regusto a ajo que se expande tras la base principal de vainilla. Los detractores pueden encontrar el sabor del ajo como «desagradable».

## Usos notables

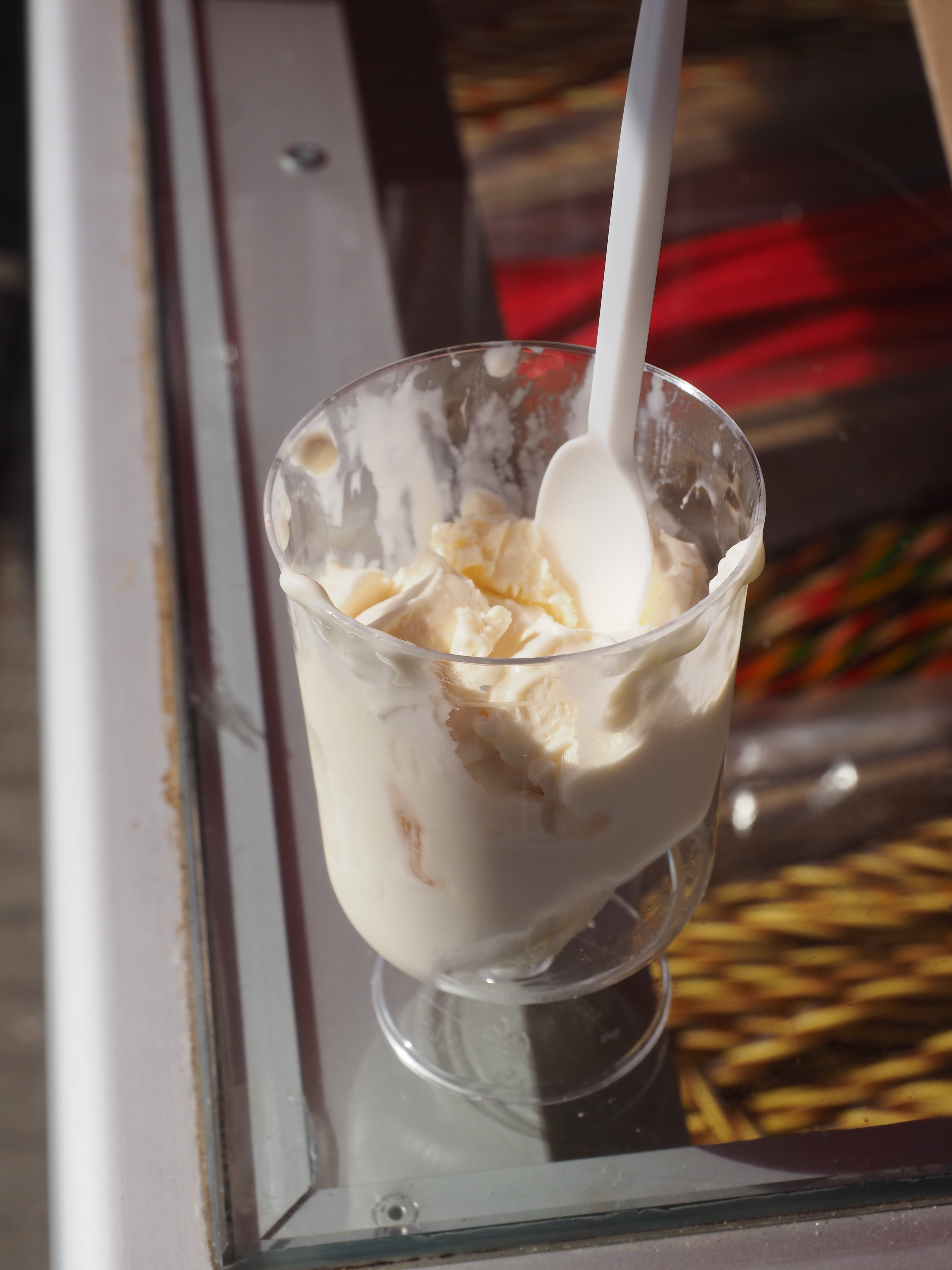
Helado de ajo servido en el festival anual del ajo en Kerava (Finlandia).

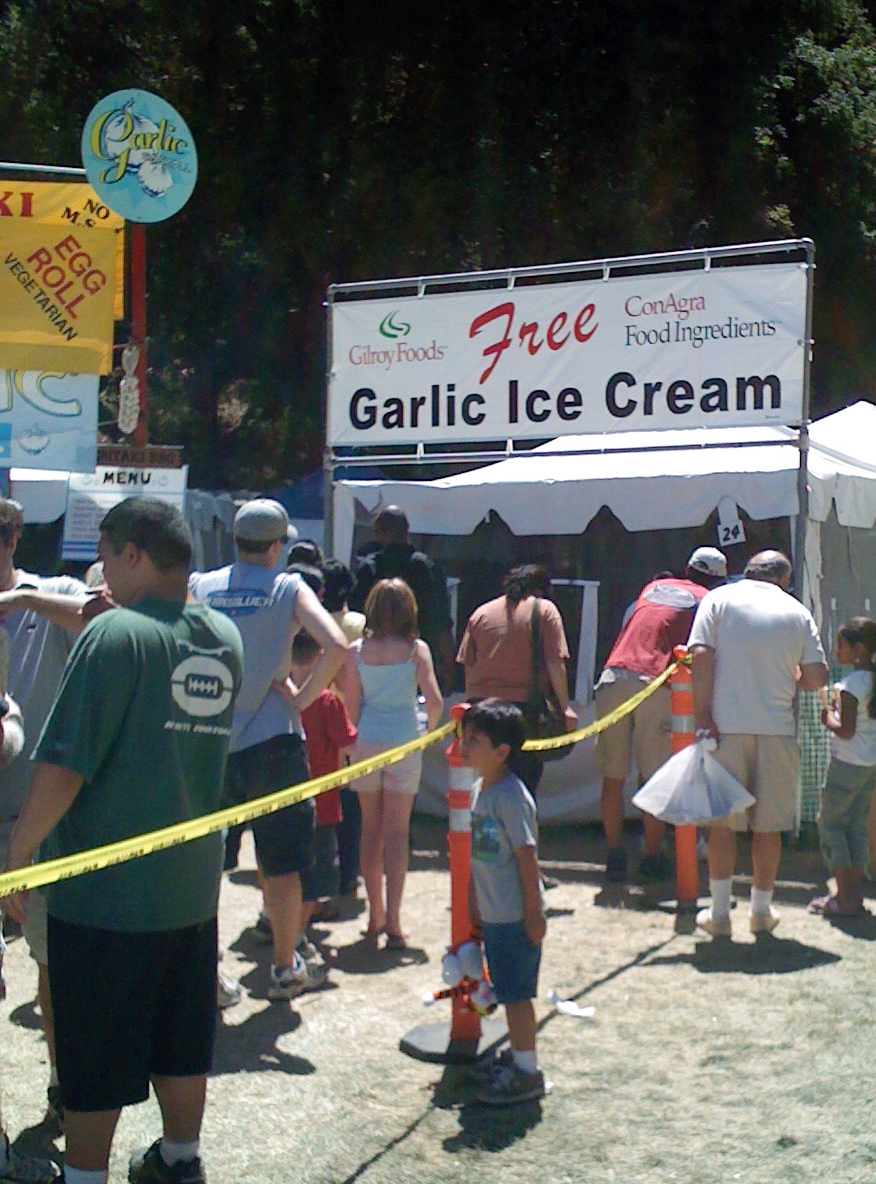
Puesto que reparte helado de ajo gratis en el Gilroy Garlic Festival de 2007 en Gilroy (California).

El helado de ajo ha sido un plato destacado en varias convenciones dedicadas a este alimento. Los ejemplos incluyen el Ithaca Garlic Festival de 1986 en Ithaca (Nueva York), además del Gilroy Garlic Festival, que ha incluido este helado como uno de sus platos de ajo destacados en varias ocasiones. También se exhibió en el Toronto Garlic Festival de 2011 en Toronto (Canadá) y en el North Quabbin Garlic and Arts Festival de 2012 en Forster's Farm en Orange (Massachusetts).
El helado de ajo forma parte del menú de comida de The Stinking Rose. Este plato se trata como una salsa para acompañar alimentos como bistec, aunque también se puede consumir como postre.